# All Things Bright and Beautiful (album)
All Things Bright and Beautiful là album phòng thu thứ ba của dự án âm nhạc Mỹ Owl City. Nó được phát hành vào ngày 14 tháng 6 năm 2011.
| Đánh giá chuyên môn  | Đánh giá chuyên môn |
| Nguồn đánh giá       | Nguồn đánh giá      |
| Nguồn                | Đánh giá            |
| -------------------- | ------------------- |
| Allmusic             | [ 7 ]               |
| Christian Music Zine | [ 8 ]               |
| Consequence of Sound | [ 9 ]               |
| Entertainment Weekly | B−                  |
| The Guardian         | [ 11 ]              |
| IGN                  | 8/10                |
| JesusFreakHideout    | [ 13 ]              |
| Newsday              | A−                  |
| Rolling Stone        | [ 15 ]              |
| Spin                 | 5/10                |
| USA Today            | [ 17 ]              |

## Danh sách bài hát
| STT | Nhan đề                                          | Sáng tác                 | Thời lượng |
| --- | ------------------------------------------------ | ------------------------ | ---------- |
| 1.  | "The Real World"                                 | Adam Young               | 3:34       |
| 2.  | "Deer in the Headlights"                         | Young                    | 3:00       |
| 3.  | "Angels"                                         | Young                    | 3:40       |
| 4.  | "Dreams Don't Turn to Dust"                      | Young                    | 3:44       |
| 5.  | "Honey and the Bee" (hợp tác với Breanne Düren)  | Young                    | 3:44       |
| 6.  | "Kamikaze"                                       | Young                    | 3:27       |
| 7.  | "ngày 28 tháng 1 năm 1986" (mở đầu cho Galaxies) | Young                    | 0:37       |
| 8.  | "Galaxies"                                       | Young                    | 4:03       |
| 9.  | "Hospital Flowers" (hợp tác với Joan Young)      | Young                    | 3:39       |
| 10. | "Alligator Sky" (hợp tác với Shawn Chrystopher)  | Young, Shawn Chrystopher | 3:05       |
| 11. | "The Yacht Club" (hợp tác với Lights)            | Young                    | 4:32       |
| 12. | "Plant Life" (hợp tác với Matthew Thiessen)      | Young, Matthew Thiessen  | 4:10       |

| Ca khúc tặng kèm bản iTunes | Ca khúc tặng kèm bản iTunes | Ca khúc tặng kèm bản iTunes | Ca khúc tặng kèm bản iTunes |
| STT                         | Nhan đề                     | Sáng tác                    | Thời lượng                  |
| --------------------------- | --------------------------- | --------------------------- | --------------------------- |
| 13.                         | "How I Became the Sea"      | Young                       | 4:25                        |
| 14.                         | "Alligator Sky"             | Young                       | 3:15                        |

| Ca khúc tặng kèm bản Owl City Galaxy | Ca khúc tặng kèm bản Owl City Galaxy | Ca khúc tặng kèm bản Owl City Galaxy | Ca khúc tặng kèm bản Owl City Galaxy |
| STT                                  | Nhan đề                              | Sáng tác                             | Thời lượng                           |
| ------------------------------------ | ------------------------------------ | ------------------------------------ | ------------------------------------ |
| 15.                                  | "Lonely Lullaby"                     | Young                                | 4:28                                 |

| Ca khúc tặng kèm bản ở iTunes Đức và Nhật | Ca khúc tặng kèm bản ở iTunes Đức và Nhật | Ca khúc tặng kèm bản ở iTunes Đức và Nhật | Ca khúc tặng kèm bản ở iTunes Đức và Nhật |
| STT                                       | Nhan đề                                   | Sáng tác                                  | Thời lượng                                |
| ----------------------------------------- | ----------------------------------------- | ----------------------------------------- | ----------------------------------------- |
| 13.                                       | "How I Became the Sea"                    | Young                                     | 4:25                                      |
| 14.                                       | "Shy Violet"                              | Young                                     | 3:49                                      |
| 15.                                       | "To the Sky"                              | Young                                     | 3:40                                      |

## Bảng xếp hạng

### Bảng xếp hạng hàng tuần
| Bảng xếp hạng (2011)            | Vị trí cao nhất |
| ------------------------------- | --------------- |
| Australian Albums Chart         | 33              |
| Austrian Albums Chart           | 65              |
| Belgian Albums Chart (Flanders) | 78              |
| Canadian Albums Chart           | 7               |
| Danish Albums Chart             | 27              |
| Dutch Albums Chart              | 100             |
| German Albums Chart             | 69              |
| Japanese Albums Chart           | 31              |
| Norwegian Albums Chart          | 33              |
| Spanish Albums Chart            | 92              |
| Swiss Albums Chart              | 40              |
| UK Albums Chart                 | 52              |
| US Billboard 200                | 6               |
| US Dance/Electronic Albums      | 2               |

### Bảng xếp hạng cuối năm
| Bảng xếp hạng (2011)       | Vị trí |
| -------------------------- | ------ |
| US Dance/Electronic Albums | 10     |